# Дош, Летиция
Летиция Дош (фр. Lætitia Dosch; род. 1 сентября 1980) — французская и швейцарская актриса, драматург и театральный режиссер, известная по фильмам «Мой король» и «Наше лето», а также главной ролью в комедийной драме «Молодая женщина».

## Биография
Летиция Дош родилась 1 сентября 1980 года во Франции. В возрасте 17 лет она поступила в театральную школу. После обучения в 2002—2004 годах на Курсах Флоран она отправилась в Швейцарию, где поступила в престижную театральную школу Manufacture в Лозанне.
В кино актриса дебютировала в 2009 году, снявшись в небольшой роли в франко-швейцарской криминальной мелодраме «Сообщник» режиссёра Фридерика Мерме. В 2013 году Летиция сыграла главную роль в комедийной драме «Возраст паники».
В 2015 году Летиция Дош сыграла небольшую роль в драме режиссера Майвенн Ле Беско «Мой король», которая была представлена в рамках конкурсной программы 68-го Каннского международного кинофестиваля. Главные роли в фильме сыграли Венсан Кассель и Эммануэль Берко. В этом же году Летиция снялась в мелодраме режиссера Катрин Корсини «Наше лето». Ее партнерами по съемочной площадке стали Сесиль де Франс, Изя Іжлен, Ноэми Львовски, Жан-Анри Компере и Кевин Азиз.
В 2017 году актриса исполнила главную роль в комедийной драме «Молодая женщина». За роль парижанки Паулы, которая после нескольких лет заграничных скитаний вынуждена начинать жизнь с чистого листа, актриса была номинирована на получение французской премии «Люмьер» 2018 года в категории «Многообещающая актриса».
В 2019 году сыграла главную роль — страстно и самозабвенно влюбленной женщины — в эротической мелодраме «Обыкновенная страсть». Партнером Летиции стал украинско-русский танцор и артист Сергей Полунин, играющий таинственного и доминантного сотрудника Посольства России во Франции. Фильм основан на перенесённой в наше время фабуле книге Анни Эрно «Обыкновенная страсть» — так как книга была издана в 1992 году, а действие фильма происходит в наше время. В России фильм вышел в прокат в январе 2021 г.

## Награды и номинации
| Год  | Награда                                                          | Категория                    | Работа          | Результат |
| ---- | ---------------------------------------------------------------- | ---------------------------- | --------------- | --------- |
| 2014 | Международный фестиваль короткометражного кино в Клермон-Ферране | Национальный конкурс         | Скука           | Победа    |
| 2017 | Братиславский международный кинофестиваль                        | Лучшая актриса               | Молодая женщина | Победа    |
| 2017 | Международный кинофестиваль в Вальядолиде                        | Лучшая актриса               | Молодая женщина | Победа    |
| 2018 | Люмьер                                                           | Самая многообещающая актриса | Молодая женщина | Победа    |
| 2018 | Сезар                                                            | Самая многообещающая актриса | Молодая женщина | Номинация |